# Droga krajowa nr 102 (Litwa)
Droga krajowa nr 102 (lit. Krašto kelias 102, w skrócie KK102) – jedna z litewskich dróg krajowych o długości ok. 163 kilometrów, łącząca Wilno z drogą magistralną A6 w Jeziorosach. Biegnie w okręgu wileńskim i uciańskim. 

## Miejscowości leżące przy KK 102
- Wilno
- Niemenczyn 108
- Podbrodzie 173
- Święciany 109110111
- Ignalino 114112
- Dukszty 113179
- Jeziorosy A6E262